# Новые Минчаки
Новые Минчаки — деревня в Слободском районе Кировской области в составе Денисовского сельского поселения.

## География
Находится на расстоянии примерно 2 км на север от районного центра города Слободской.

## История
Была известна с 1678 года как деревня Шиляевская с 1 двором. В 1764 году здесь учтено было 60 жителей. В 1905 году учтено здесь (деревня Шиляевская или Минчаки)  дворов 19 и жителей 138, в 1926 22 и 150, в 1950 24 и 100, в 1989 оставалось 4 жителя. Нынешнее название окончательно утвердилось с 1926 года. 

## Население
Постоянное население  составляло 2 человек (русские 100%) в 2002 году, 1 в 2010.